# Théodora de Rossano
Sainte Théodora de Rossano est une religieuse et abbesse d'un couvent à Rossano au Xe siècle. Considérée comme sainte, sa mémoire est célébrée le 28 novembre.

## Biographie
Théodora, est la fille d'Eusèbe et Rosalie, des nobles désargentés de la ville de Rossano dans le sud de l'Italie. Elle est née autour de l'an 900. Très vite, la jeune fille décide de consacrer sa virginité à Dieu. À l'âge de 15 ans elle décide d'entrer dans les ordres et se rend au monastère de Saint-Opoli, ou l'Arenario. Ce monastère féminin a été créé par saint Nil de Rossano, un moine grec réfugié en Calabre à la suite de la poussée arabe au Proche-Orient et de la persécution des iconoclastes.
Dans ce couvent qui suit la règle de saint Basile, la jeune novice « donne l'exemple d'une grande austérité de vie et de prière », si bien que Nil lui confie une nouvelle fondation : le couvent de Sainte-Anastasie. Devenue abbesse, Théodora dirige son couvent « avec sagesse et sainteté ». Ce couvent devient un des grands monastères calabrais. La religieuse décède vers 980, âgée de 80 ans,.